# Keel (band)
Keel is een Amerikaanse heavy metalband uit Los Angeles. De band was vooral actief tijdens de jaren 1980 en vierde haar grootste successen tijdens de jaren 1980, het tijdperk van de zogenaamde glam metalbands. De drijvende kracht achter Keel was en is zanger en naamgenoot Ron Keel. De band is sinds november 2008 weer actief.

## Bezetting
Oprichters
- Ron Keel (zang)
- Marc Ferrari (gitaar)
- David Michael–Phillips (gitaar, 1984)
- Kenny Chaison (basgitaar, 1984–1989)
- Bobby Marks (drums, 1984)

Huidige bezetting
- Ron Keel (zang, 1984–1989, sinds 2008)
- Marc Ferrari (gitaar, 1984–1988, sinds 2008)
- Bryan Jay (gitaar, 1984–1988, sinds 2008)
- Geno Arce (basgitaar, sinds 2008)
- Dwain Miller (drums, 1984–1989, sinds 2008)

Voormalige leden
- Tony Palmucci (gitaar, 1988–1989)
- Jesse Bradman (keyboards, 1988)
- Scott Warren (keyboards, 1988–1989)
- Fred Coury (drums, 1984)
- Barry Brant (drums, 1984)
- Steve Riley (drums, 1984)

## Geschiedenis
Keel werd in maart 1984 geformeerd door zanger Ron Keel na de ontbinding van zijn vorige metalband Steeler, waartoe ook gitarist Yngwie Malmsteen behoorde. Naast zanger Ron zijn de oprichters van Keel onder meer de gitaristen Marc Ferrari en David Michael-Phillips, bassist Kenny Chaisson en voormalig Steeler-drummer Bobby Marks. In april nam de band een demo op met de nummers Lay Down the Law en Speed Demon en speelden ze het eerste concert voor het Perkin’s Palace in Reseda (Californië), dat uitverkocht was met 1.500 bezoekers. Drummer Carmine Appice zag Michael Phillips tijdens dit concert en huurde hem onmiddellijk in voor zijn nieuwe band King Kobra. Zijn opvolger op gitaar bij Keel was Brian Jay.
Vanaf juni van hetzelfde jaar begon de band met het opnemen van hun eerste album Lay Down the Law bij het label Shrapnel Records in de Prairie Sun Studios. Nog voordat het album in de zomer uitkwam, tekende Keel een contract bij Gold Mountain Records/A&M Records voor het tweede plaat. Het debuutalbum wekte de interesse van Kiss-bassist Gene Simmons, die aanbood hun tweede album te produceren. Ondertussen moest drummer Bobby Marks de band verlaten. Hij werd eerst vervangen door de latere Cinderella-drummer Fred Coury, daarna door Barry Brant van de band Angel en ten slotte door Steve Riley. Riley verliet de band echter voor het einde van de opnamen, nadat hij de kans had gekregen om Tony Richards te vervangen bij W.A.S.P.. Dwain Miller werd de nieuwe Keel-drummer.
Keels tweede album The Right to Rock werd uitgebracht in januari 1985, tien maanden na de oprichting van de band. Het titelnummer werd als single uitgebracht en kreeg veel airplay op de Amerikaanse rockradio en bij MTV. Keel toerde veel in de Verenigde Staten en speelde, naast cluboptredens als headliners, verschillende concerten als voorband voor bands als Dokken, Accept, Joan Jett, Triumph, Y&T, Loudness en Queensrÿche. De band was dit jaar te zien in een aflevering van de serie Throb, evenals in de film Never Too Young to Die naast hoofdrolspeler Gene Simmons. Dit jaar werd de band door lezers van de muziektijdschriften Metal Edge, Circus Magazine en Hit Parader Magazine verkozen tot «Best New Band». Het derde album The Final Frontier werd opnieuw geproduceerd door Simmons en werd uitgebracht in maart 1986. Het bevatte verschillende gastbijdragen van collega-muzikanten als Joan Jett en Gregg Giuffria. Keel speelde in de Verenigde Staten als voorprogramma van Krokus, Quiet Riot, Queensrÿche en Aerosmith en voor het eerst in het voorprogramma van Dio in Europa, evenals op het Texxas Jam Festival in de Cotton Bowl in Dallas voor 86.000 toeschouwers, waar Van Halen de hoofdband was. In het najaar van 1986 toerde Keel als headliner door Japan.
Het daaropvolgende album Keel met de bandnaam werd opgenomen met producent Michael Wagener en werd uitgebracht in mei 1987. De band opende concerten in de Verenigde Staten voor Mötley Crüe en Bon Jovi en speelde hun eigen clubtournee als headliner. Voor de soundtrack van de film Dudes werkten ze mee aan de Rose Tattoo-cover Rock 'n' Roll Outlaw. In 1988 veranderde de band. Contractuele problemen en muzikale verschillen droegen ertoe bij dat gitarist Marc Ferrari de band verliet en zijn eigen band Ferrari oprichtte, wat uiteindelijk resulteerde in Cold Sweat. Hij werd eerst vervangen door toetsenist Jesse Bradman, die kort daarna werd vervangen door Scott Warren. Tijdens de opnamen voor het volgende album verliet ook de tweede gitarist Brian Jay de band. Hij werd vervangen door Tony Palmucci en de opnamen eindigden bij hem. In 1989 bracht de band het album Larger Than Live uit, een plaat die voor de helft bestaat uit live en een uit nieuwe studio-opnamen. De ondiepere muzikale richting, het commerciële falen van het album en het feit dat Ron Keel nu de enige overgebleven muzikant van de oorspronkelijke formatie was, markeerden het einde van de band.
Ron Keel richtte toen de band Fair Game op, die behalve hem uitsluitend uit vrouwen bestond. Nadat hij met deze band geen platencontract kreeg, keerde hij zich af van het metalcircuit en nam hij het countryalbum Western Country op onder de naam Ronnie Lee Keel. Keels terugkeer naar metal vond plaats in 1996 met het Japanse bandproject Saber Tiger en het album Project One. Bij Iron Horse speelde hij een mix van metal en country. Liedjes met hem als zanger werden gebruikt in televisieseries zoals Desperate Housewives en King of the Hill.
In 1998 hergroepeerde Keel zich vanwege hun eerste albums als gevolg van de heruitgave van Larger Than Live en bracht het nieuwe album Back in Action uit, dat een aantal niet-gepubliceerde nummers en enkele demo's bevat. Zo hoor je onder meer de twee oorspronkelijke demo's van Lay Down the Law en Speed Demon uit 1984. Tien jaar later, op 28 november 2008, kwam de band opnieuw samen voor hun 25-jarig jubileum. Keel bestaat tegenwoordig uit zanger Ron Keel, gitaristen Marc Ferrari en Bryan Jay, drummer Dwain Miller en de nieuwe bassist Geno Arce. Keel speelde zijn eerste concert op 31 januari 2009 in Club Vodka in de Knitting Factory in Hollywood. Half juni kondigde de band aan dat ze begonnen was met opnemen voor het nieuw studioalbum Streets of Rock & Roll.

## Discografie

### Albums
- 1984: Lay Down the Law
- 1985: The Right to Rock
- 1986: The Final Frontier
- 1987: Keel
- 1989: Larger Than Live (live- en 6 nieuwe studio-opnamen)
- 1998: Back in Action (niet-uitgebrachte songs en demo's)
- 2010: Streets of Rock & Roll
- 2014: Metal Cowboy

### Singles en ep's
- 1985: The Right to Rock
- 1985: Easier Said Than Done
- 1986: Because the Night
- 1986: Tears of Fire
- 1986: Tears of Fire (exclusief in Japan uitgebrachte 5-track-ep)
- 1986: The Final Frontier
- 1987: Somebody’s Waiting